# Nethersia
Nethersia is een geslacht van wantsen uit de familie van de Tingidae (Netwantsen). Het geslacht werd voor het eerst wetenschappelijk beschreven door Géza Horváth in 1925.

## Soorten
Het genus bevat de volgende soorten:

- Nethersia absimilis Drake, 1944
- Nethersia acaciaphila Cassis, Koenig, Symonds & Shofner, 2016
- Nethersia appha Cassis, Koenig, Symonds & Shofner, 2016
- Nethersia bipannanota Cassis, Koenig, Symonds & Shofner, 2016
- Nethersia boorabbinensis Cassis, Koenig, Symonds & Shofner, 2016
- Nethersia costata Cassis, Koenig, Symonds & Shofner, 2016
- Nethersia finlayae Cassis, Koenig, Symonds & Shofner, 2016
- Nethersia haplotes Drake & Ruhoff, 1962
- Nethersia kimberleyensis Cassis, Koenig, Symonds & Shofner, 2016
- Nethersia maculosa Horváth, 1925
- Nethersia magna Cassis, Koenig, Symonds & Shofner, 2016
- Nethersia mareeba Cassis, Koenig, Symonds & Shofner, 2016
- Nethersia mcquillani Cassis, Koenig, Symonds & Shofner, 2016
- Nethersia nigra Cassis, Koenig, Symonds & Shofner, 2016
- Nethersia nigritarsis (Horváth, 1925)
- Nethersia pilbara Cassis, Koenig, Symonds & Shofner, 2016
- Nethersia pugna Drake, 1944
- Nethersia setosa (Hacker, 1927)
- Nethersia silveirae Cassis, Koenig, Symonds & Shofner, 2016
- Nethersia stipula Cassis, Koenig, Symonds & Shofner, 2016
- Nethersia tanami Cassis, Koenig, Symonds & Shofner, 2016
- Nethersia tatarnici Cassis, Koenig, Symonds & Shofner, 2016
- Nethersia tomentosa Cassis, Koenig, Symonds & Shofner, 2016
- Nethersia westralensis Cassis, Koenig, Symonds & Shofner, 2016